# Fraseologi
Fraseologi (från grekiska φράσις, phrasis, "sätt att tala", och λογία, logia, "lära") avser den vetenskapliga inriktning inom lingvistiken som studerar och klassificerar språks uttryckssätt, vändningar och idiomatiska uttryck. Det första verk som publicerats på svenska rörande fraseologi är Herman Vendells Bidrag till svensk fraseologi (1903).